# Barroco andino

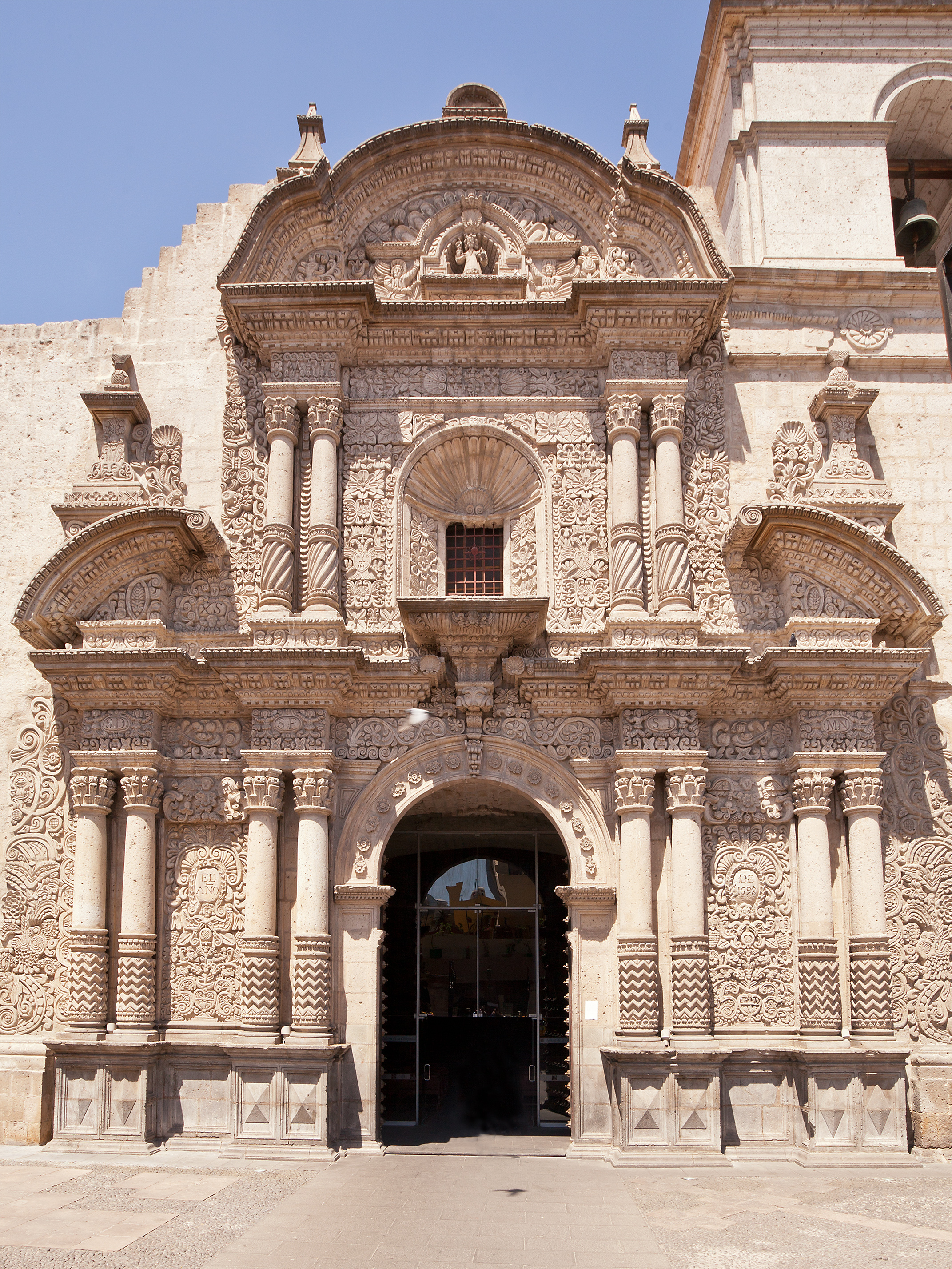
Iglesia de la Compañía, Arequipa.

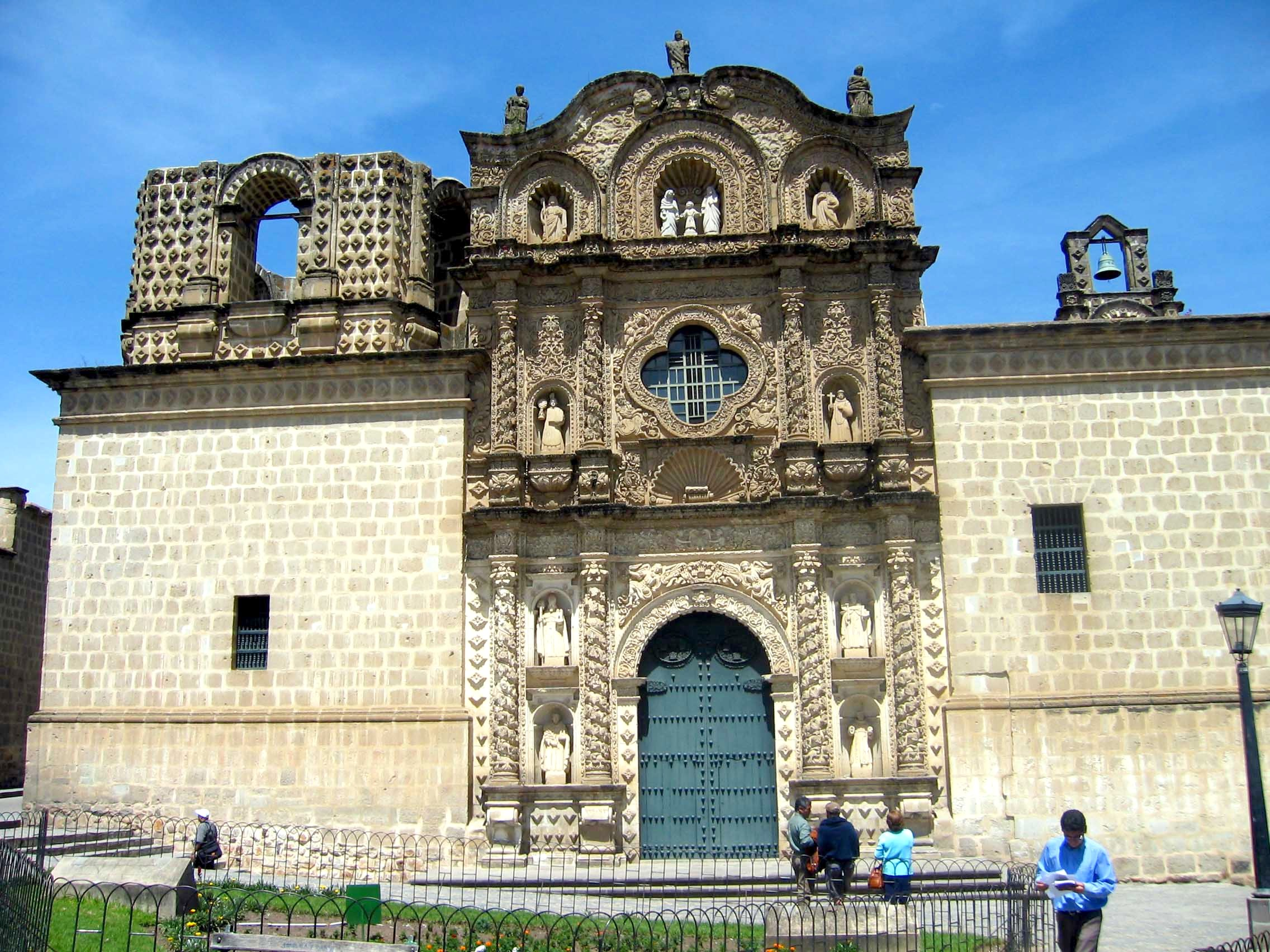
Iglesia Belén. Arquitectura barroca en Cajamarca.

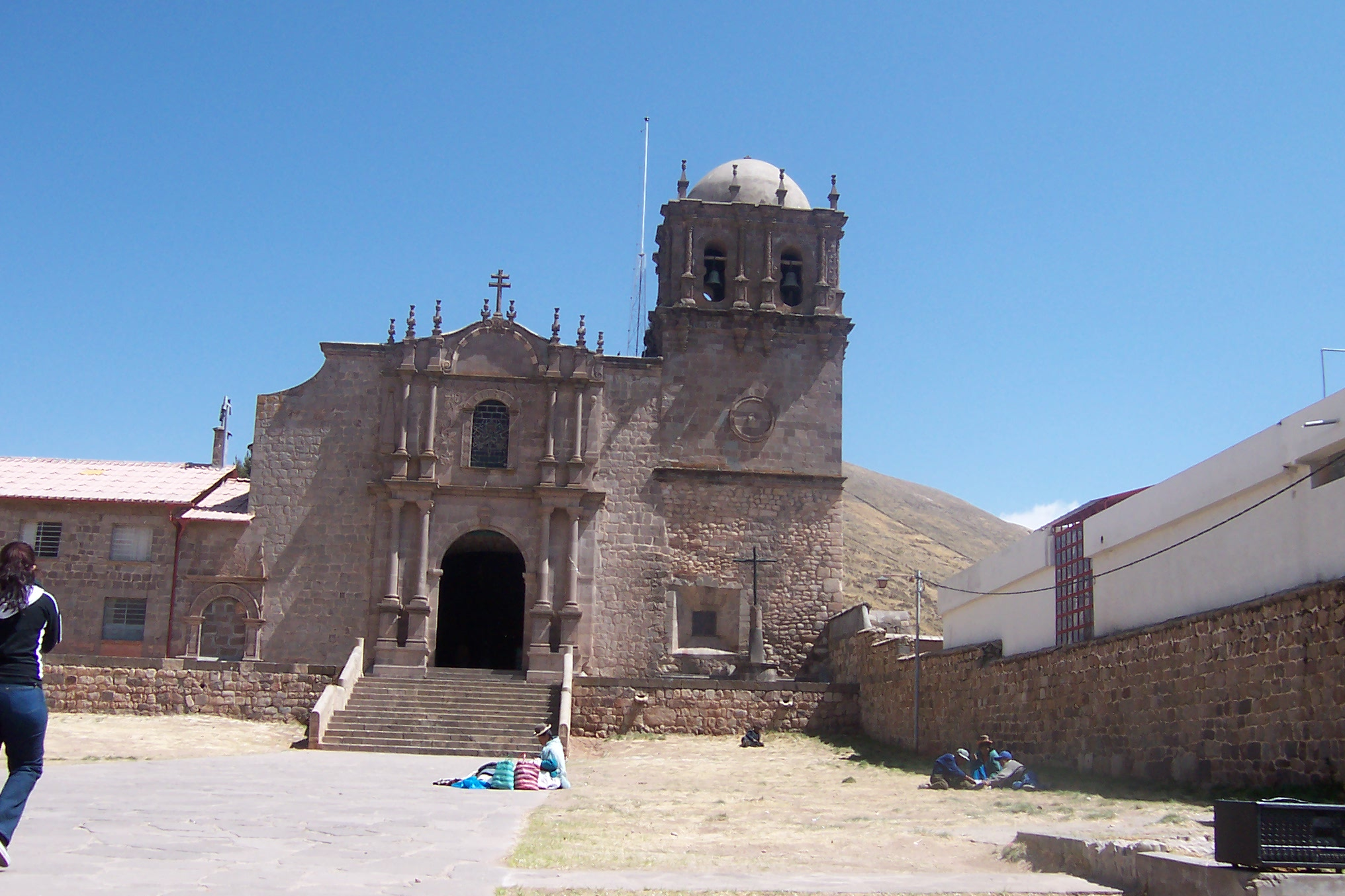
Catedral de Juli.

El barroco andino, también llamado arquitectura mestiza, fue un movimiento artístico desarrollado en el virreinato del Perú entre 1680 y 1780. Su influencia se extendió principalmente por las regiones de Arequipa, el lago Titicaca y Potosí, en los actuales territorios dePerú y Bolivia, desde donde se propagó por el altiplano. Inspirado en el barroco europeo, se caracteriza por su riqueza ornamental y su audaz reinterpretación estética. Su manifestación más destacada se encuentra en la arquitectura religiosa, donde los artesanos indígenas incorporaron elementos propios, otorgándole un sello distintivo, al igual que ocurrió en el barroco novohispano.

## Estilo mestizo
El estilo mestizo consiste en la aplicación de una decoración peculiar americana a las formas estructurales europeas, según Bolívar Echeverría:

«  Para rescatar a la vida social de la amenaza de barbarie, y ante la imposibilidad de reconstruir sus mundos antiguos, tan complejos y tan frágiles, esa capa indígena derrotada emprendió en la práctica, espontáneamente, sin pregonar planes ni proyectos, la reconstrucción o re-creación de la civilización europea --ibérica-- en América.
La clave barroca de la América latina.

## Origen
La llegada de los españoles, tras la conquista, trajo consigo no solo nuevas técnicas de construcción, sino también un conjunto de valores estéticos y religiosos. Sin embargo, al adaptarse al nuevo entorno, los arquitectos y artesanos locales comenzaron a fusionar estos elementos europeos con las tradiciones indígenas. Esto resultó en un estilo mestizo que reflejaba la identidad cultural emergente de la región.
El siglo XVII fue una centuria de cambios y, por lo mismo, de crisis para la economía del virreinato del Perú. La minería dejaba de ser el único motor de la producción y el intercambio; comenzaba a compartir su papel con otros sectores, menos vinculados al mercado exterior y más conectados con las necesidades locales. En este contexto, sobrevino un programa de reforma fiscal desde Madrid, que se propuso aumentar la carga tributaria que pesaba sobre el virreinato. La mitad del siglo XVII fue el escenario temporal de la batalla que libraron las autoridades metropolitanas, las virreinales y los empresarios coloniales por imponer los nuevos tributos, los primeros, y por esquivarlos, los últimos. 
Los primeros ejemplos de arquitectura barroca en el virreinato del Perú aparecen hacia 1630 y se desarrolla siguiendo el modelo español hasta fines del siglo XVII. A partir de 1690 se puede evidenciar el mestizaje dentro del arte barroco. Siendo Potosí el centro de origen de esta corriente artística, debido a la presencia de obras artísticas como:
La Virgen del cerro:
Es una manifestación artística, del siglo XVII, la que se puede apreciar claramente al Cerro rico de Potosí y "La virgen del cerro", que sería una mezcla entre la creencia aimara sobre la Pachamama y la fe católica.
Iglesia de San Lorenzo de Carangas:
Esta iglesia potosina fue construida en 1547, aunque la capilla y la portada fueron terminadas entre 1723 y 1744. Se puede apreciar en la portada de la iglesia dos sirenas usualmente identificadas como Quesintuu y Umantuu (Dentro del cosmovisión aimara la sirena era una figura con relevancia) tocando el charango (instrumento mestizo), esta portada también se relaciona con la deidad Tunupa, esta manifestación también se presenta en la iglesia de Salinas de Yocalla.
Opulencia Potosina:
Después de la creación de Potosí (debido al descubrimiento de la mayores vetas argéntiníferas del mundo) comienza a emigrar gente tanto de comunidades indígenas como europeos, convirtiéndola en una de las ciudades más grandes del mundo que en su etapa dorada tenía una población mayor a la de Londres y Madrid. Debido a este crecimiento poblacional monumental se da el mestizaje entre la cultura europea y la andina creando manifestaciones artísticas como las antes mencionadas.

## Contexto Histórico
La latinidad de América se reconoce a partir de su descubrimiento por los europeos, en la cual, la sociedades aborígenes tuvieron que interrumpir el proceso de su propia evolución histórica para continuar subsistiendo dentro de la historia que no les pertenecía. Entonces  se pudo observar como cambia el destino de una América, tuvo que amoldarse a una nueva cultura y así poder formar una nueva historia. En aspectos religiosos, como fue ser devota a la Iglesia católica, la cual era la religión que e ellos apoyaban, adorando a un solo Dios; y sustentar ideas aun sin comprenderlas; para expresarse, debió también adoptar formas artísticas que no les representaban.
En estas circunstancias fue que se desarrolló el arte barroco, durante el siglo XVII al XVIII, y como el Barroco estaba en su auge en España en ese momento, eso fue lo que los españoles trajeron durante la conquista, implementando este tipo de arte a una cultura aborigen, mediante las pinturas.
Esto produjo que se se genere el mestizaje, en el cual, los españoles trataban de imponer su estilo de vida e ideas culturales a un territorio que desconocía todo esto. Así fue como, las sociedades indígenas, en modo de resistencia, genera su incorporación e interpretación de estas nuevas formas culturales españolas, que también refleja este estilo mestizo, pero un mestizaje autóctono, pudiendo observarse en la Arquitectura Barroca. 
Para estas arquitecturas, los españoles utilizaron materiales disponibles en este nuevo mundo, como el adobe, la piedra local y la madera, en lugar de los materiales europeos tradicionales. Esto no solo hizo que las construcciones fueran más adecuadas al clima y al entorno, sino que también permitió la incorporación de técnicas de construcción indígenas. Por ejemplo, las iglesias católicas y edificios públicos.
De las arquitecturas más importantes en la época fue la construcción de iglesias barrocas, que dieron lugar a la expansión de la religión católica en toda Latinoamérica. 
En los países que tomo bastante relevancia este tipo de iglesias fue en Perú, Ecuador, Colombia y México.

## Iglesias Barrocas
México
- Catedral Metropolitana de Morelia, Michoacán
- Catedral de Tezuitlan, Puebla
- Catedral Metropolitana de Chihuahua, Chihuahua
- Catedral de Xalapa, Veracruz
- Capilla del Rosario, Puebla

Colombia
- Iglesia San Francisco, Bogotá
- Iglesia San Ignacio, Medellín

Ecuador
- Iglesia San Agustín, Quito
- Iglesia San Francisco, Quito
- Iglesia de El Sagrario, Quito
- Iglesia de la Compañía, Quito

Perú
- Catedral del Cusco, Cuzco
- Iglesia de la Compañía, Cuzco
- Catedral del Puno, Puno

## Elementos decorativos
La originalidad de este estilo radica en la decoración, muy variada, y cuyos motivos responden a cuatro tipos fundamentales:
- Flora y fauna tropical.
- Motivos manieristas como sirenas, mascarones, etc.
- Motivos precolombinos: sol, luna, pumas, etc.
- Elementos cristianos prerrenacentistas.

La sirena aparece en los templos ribereños del lago Titicaca y aunque es un elemento proveniente de la antigüedad clásica, recuerda la tradición indígena de dos mujeres-peces que sedujeron la dios Tunupa.

## Arequipa
En Arequipa el edificio clave de la arquitectura mestiza es la iglesia de la Compañía, edificio obra del arquitecto Gaspar Báez levantado en 1578 y terminado de construir y restaurar en 1698.

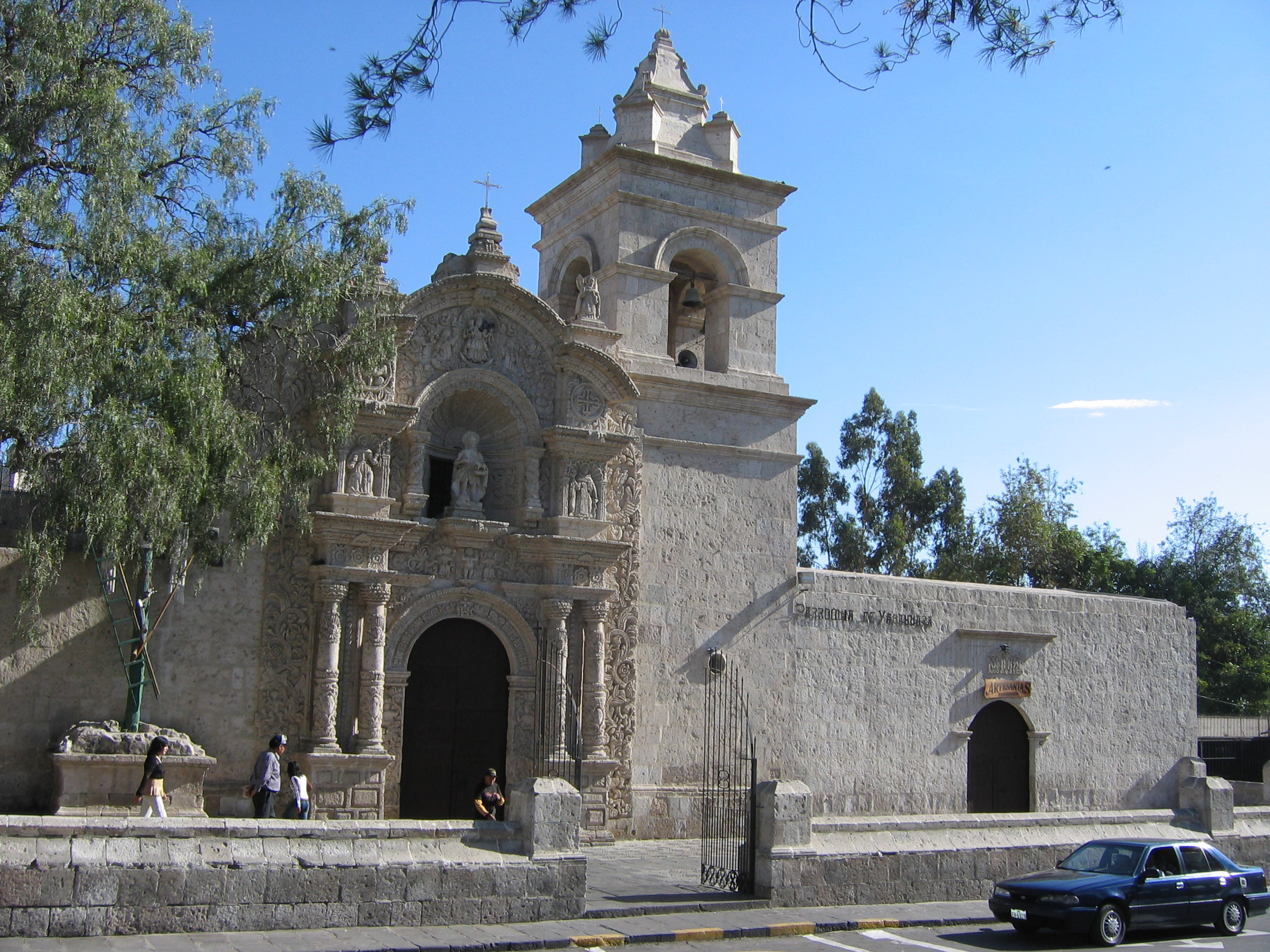
Iglesia San Juan Bautista en el distrito de Yanahuara.

## Las iglesias del Valle de Colca
En la provincia de Cailloma se encuentra el valle del Colca, evangelizado por los franciscanos, destacan varias iglesias católicas situadas en los poblados de Yanque, Coporaque, Cabanaconde, Chivay, Madrigal y Sibayo.

## Lago Titicaca y El Collao

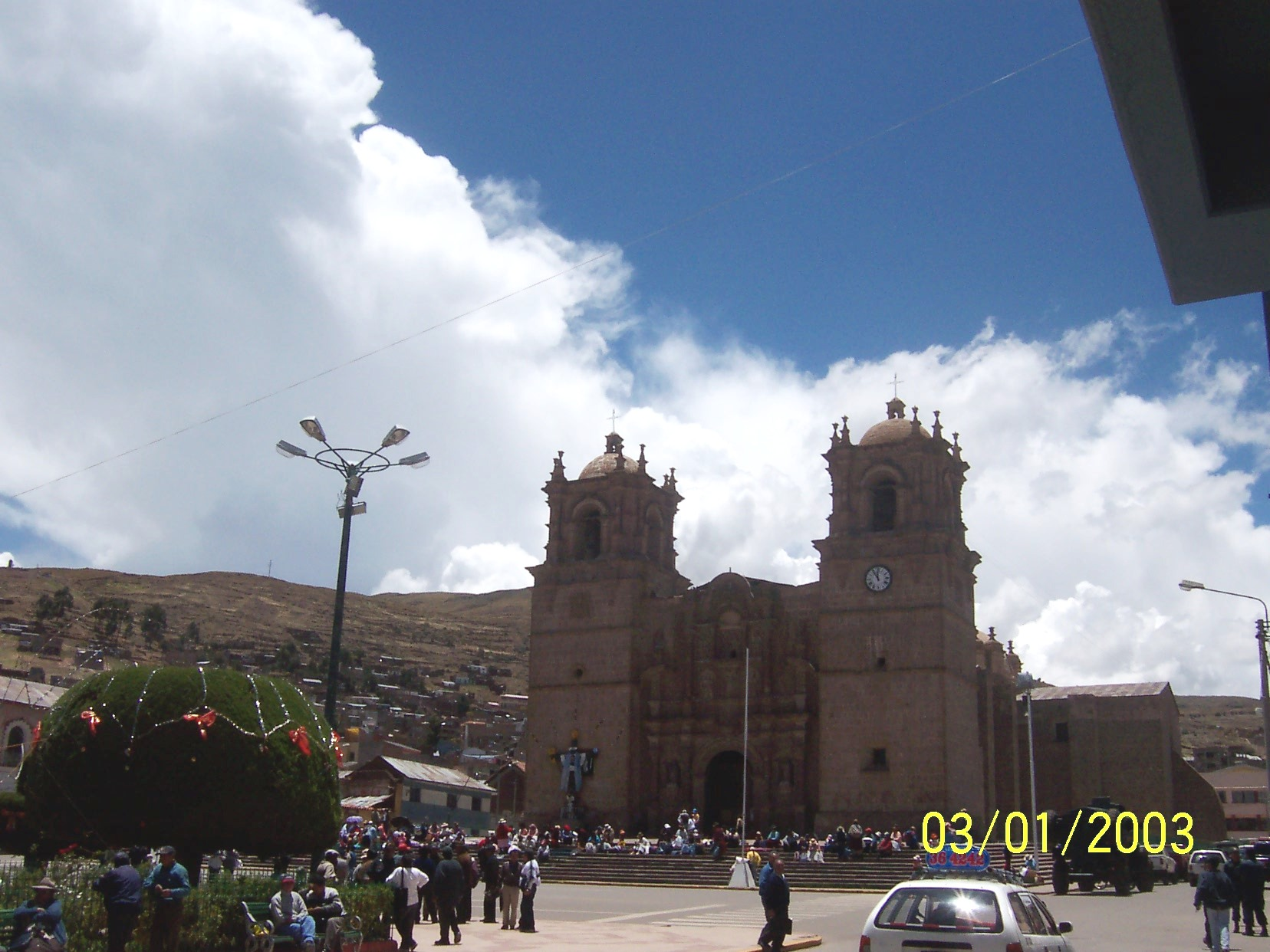
Catedral de Puno.

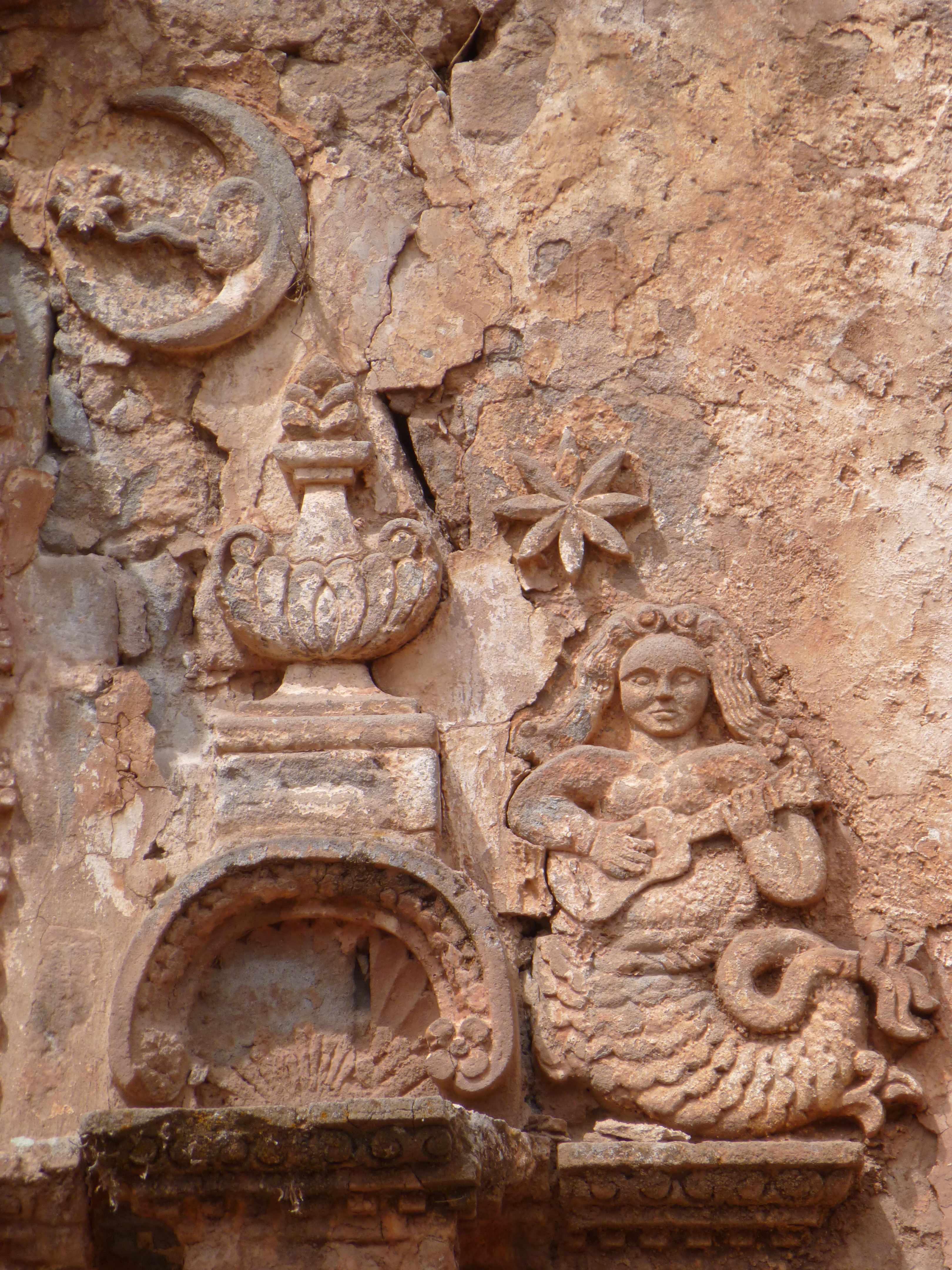
Motivos en la Iglesia de Salinas de Yocalla.

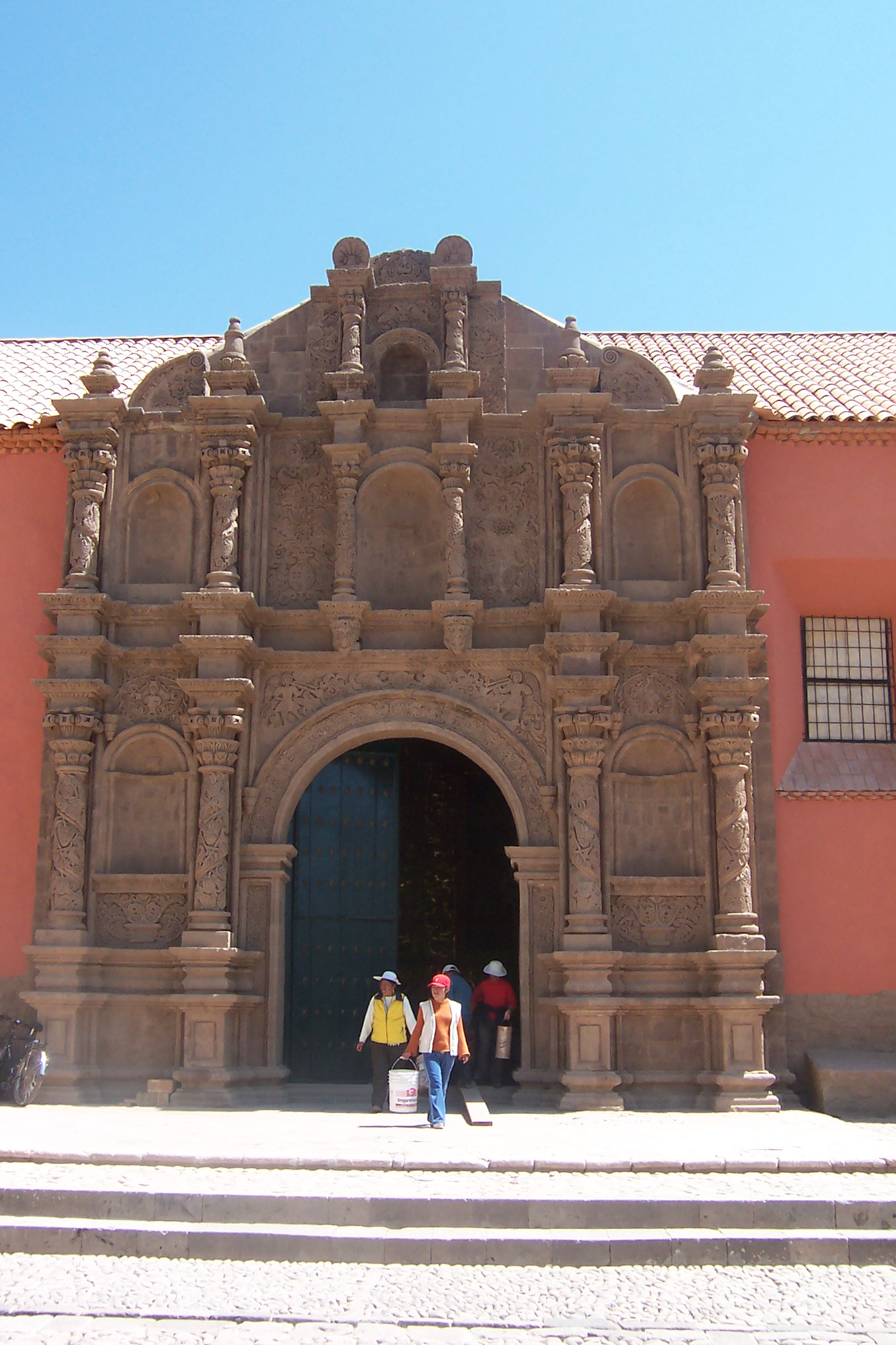
Iglesia de San Juan de Letrán en Juli.

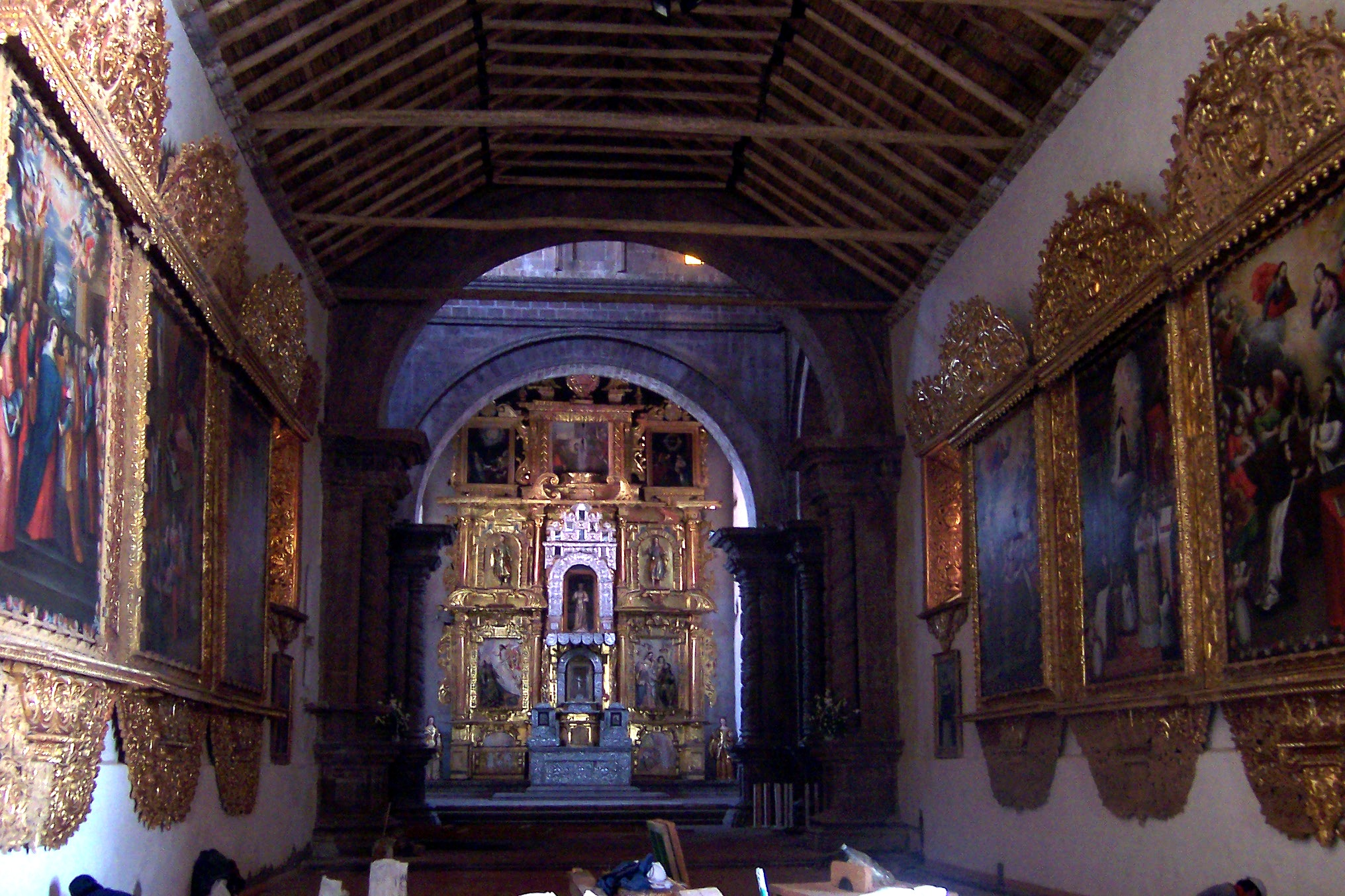
Altar Mayor de la Iglesia de San Juan de Letrán en Juli.

Los grupos indígenas que pueblan la región son los collas y lupacas en el actual territorio peruano y los omasuyos y pacajes en el boliviano. Todos estaban sujetos a la mita de Potosí y migraban periódicamente a los valles, costa y tierra caliente.
El barroco de Arequipa y Potosí se conjuncionan en esta región con un marcada influencia precolombinoa. La catedral de Puno recoge elementos iconográficos como sirenas, pumas, papayas y algún mono e incluso el charango. El lago Titicaca fue nombrado en honor al puma, Titi, en lengua aimara, debido a su forma.
En la región de los lupacas se alzan tres grupos de templos barrocos: Juli, Pomata y Zepita.
Juli, conocida como "La pequeña Roma de América" ha sido el gran centro misional jesuítico del altiplano, contaba con cuatro iglesias: San Juan de Letrán, Santa Cruz de Jerusalén, Nuestra Señora de la Asunción y San Pedro Mártir.
Los dominicos poseyeron el Santuario de Pomata donde se venera la Virgen del Rosario, el más famoso de esta comarca después de la Basílica de Nuestra Señora de Copacabana que estaba a cargo de los agustinos. El templo de Santiago Apóstol de Pomata marca la culminación del estilo mestizo.

## Barroco quiteño
La extensión territorial del barroco quiteño abarcan los territorios de la antigua Audiencia de Quito en tiempos de la colonia española. Especialmente el altiplano quiteño y los Andes desde Pasto en Colombia, hasta Cajamarca en Perú. Representado en las artes por la denominada "Escuela Quiteña" que se caracterizó por un fuerte contenido de representaciones indígenas quichuas.

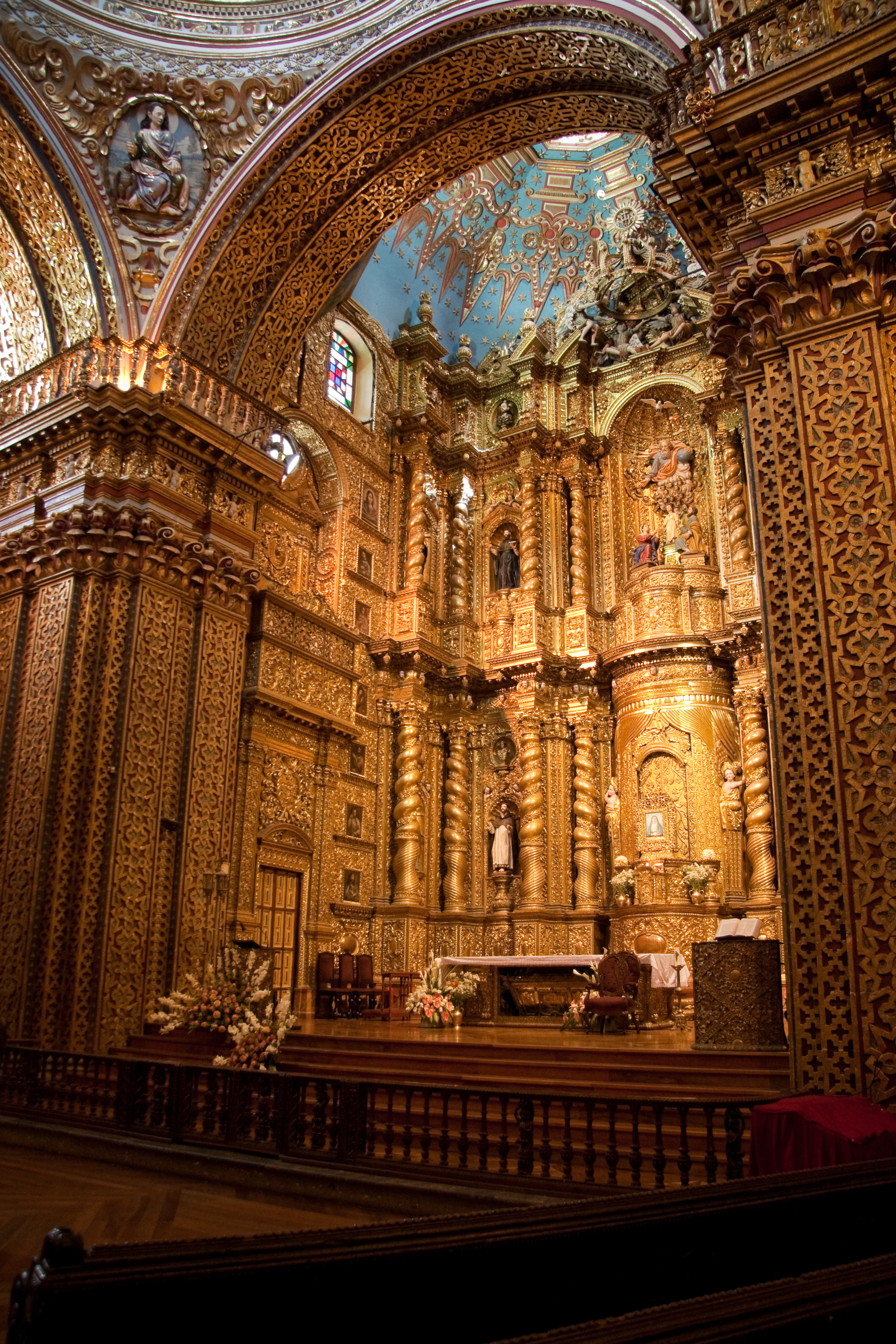
Interior de la Iglesia de la Compañía, Quito.

Las características que denotan la raigambre indígena en el arte andino quiteño son:
- Se da una "quiteñización" de los personajes, muchos tienen rasgos mestizos y atuendos locales;
- Aparecen con frecuencia costumbres ancestrales aborígenes;
- Las escenas se ubican en un ambiente propio del paisaje andino, de sus ciudades, de su arquitectura;
- Existe la presencia de fauna local (llamas en lugar de camellos y caballos; cuy en sustitución del Cordero Pascual; monos, zarigüeyas, tapires, felinos, junto con los clásicos borregos de los pastores, etc.), y la flora nativa se descubre en guirnaldas, bordados, incrustaciones, platería, tallas, etc.) al igual que la adopción de plantas vernáculas sustituyendo las de la iconografía tradicional europea; · en escultura y pintura hay presencia de personajes y costumbres propios del medio; · el ejecutor de la obra de arte es el artesano local, de milenaria tradición artística propia; se da una adopción por "naturalización" de los santos europeos, por ejemplo, San Jacinto de Polonia se conoce como San Jacinto de Yaguachi[6]

La arquitectura barroca quiteña se da gracias a la influencia europea durante la colonización dado que tenían como objetivo expandir la fe por todo el territorio como un método pasivo de conquista.

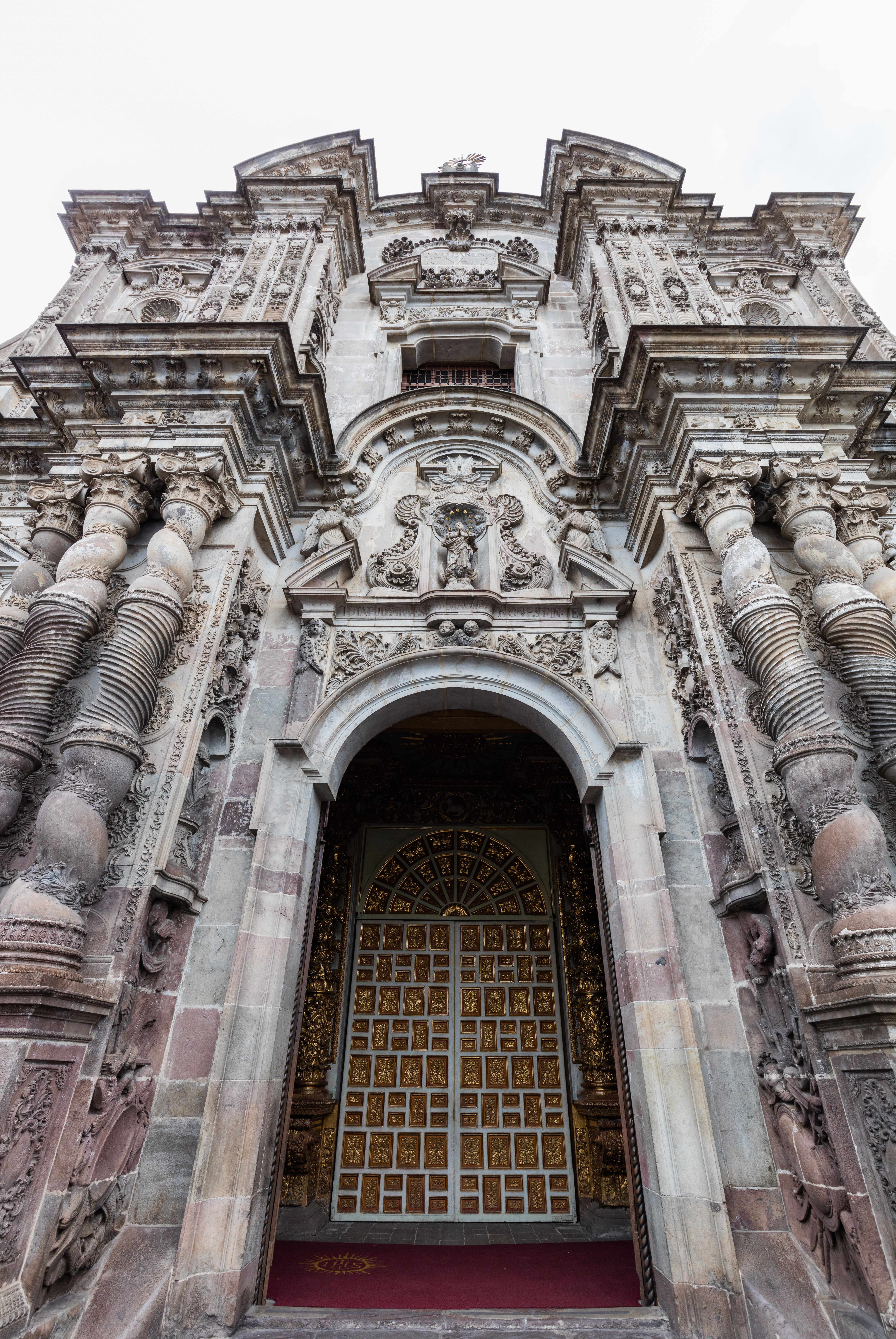
Exterior de la Iglesia de la Compañía

Las obras que surgen a partir de esto se caracterizan por su ornamentación en fachada, por su densidad decorativa, formando parte del sistema barroco que traían los colonizadores al continente americano y por el uso de material de la zona, lo que origina el mestizaje tras esta transculturación entre lo indígena y lo europeo. En cuanto a la decoración se buscaba que la escultura decore y complemente el conjunto arquitectónico y que se vea reflejado el arte quiteño.
En esta arquitectura se destacan la Iglesia de San Francisco, la Iglesia de El Sagrario, la Iglesia de la Compañía, la Iglesia de la Merced, la Iglesia de San Agustín, la Catedral de Quito, entre otras.

## Barroco Payanés
Es el arte que se desarrolló alrededor de la escuela payanesa en la ciudad de Popayán. Como objetivo tuvo crear arte con fines sacros que se originaron a inicios del siglo XVII en la ciudad de Asunción de Popayán, teniendo su esplendor entre los siglos XVIII y XX. Gran parte de la existencia y consolidación de esta escuela se debe a la instauración y engrandecimiento de las Procesiones de Semana Santa, que a día de hoy se vinieron celebrando de manera ininterrumpida desde el año 1556 aproximadamente (con unas cuantas excepciones). Convirtiéndose en la manifestación cultural más importante de la ciudad, siendo proclamada como Obra Maestra del Patrimonio Oral e Intangible de la Humanidad por la Unesco en septiembre del año 2009.